# Municipio de Lowe (Illinois)
El municipio de Lowe (en inglés: Lowe Township) es un municipio ubicado en el condado de Moultrie en el estado estadounidense de Illinois. En el año 2010 tenía una población de 1723 habitantes y una densidad poblacional de 16,38 personas por km².

## Geografía
Según la Oficina del Censo de los Estados Unidos, el municipio tiene una superficie total de 105.17 km², de la cual 105,17 km² corresponden a tierra firme y (0 %) 0 km² es agua.

## Demografía
Según el censo de 2010, había 1723 personas residiendo en el municipio de Lowe. La densidad de población era de 16,38 hab./km². De los 1723 habitantes, el municipio de Lowe estaba compuesto por el 98,96 % blancos, el 0,12 % eran afroamericanos, el 0,35 % eran asiáticos, el 0,12 % eran de otras razas y el 0,46 % eran de una mezcla de razas. Del total de la población el 1,57 % eran hispanos o latinos de cualquier raza.